# Джене Даконам
Джене Даконам (фр. Dakonam Ortega Djene, нар. 31 грудня 1991, Дапаонг) — тоголезький футболіст, захисник клубу «Хетафе». Виступає переважно на позиції центрального захисника, також може виступати на позиції правого захисника.
Виступав, зокрема, за клуби «Тоннер», «Котон Спорт» та «Алькоркон», «Сент-Трюйден», а також національну збірну Того.

## Клубна кар'єра
Народився в Дапаоні, на молодіжному рівні виступав за тоголезький клуб «Етуаль Філант», в 2009 році переїхав до Беніну, до складу клубу «Тоннер». В 2011 році він перейшов до камерунського клубу «Котон Спорт», згодом став гравцем основного складу команди.
Джене потрапив до складу «Котон Спорт» для виступів у Лізі чемпіонів КАФ 2012 року. У листопаді 2013 року відправився на перегляд до клубу «Ланс» з французької Ліги 2, проте через шість місяців повернувся до камерунського клубу. Відіграв за команду з Гаруа наступні три сезони своєї ігрової кар'єри.
У серпні 2014 року відправився на перегляд до клубу «Алькоркон» з іспанської Сегунди, а 25 жовтня перейшов до клубу на постійній основі. А вже наступного дня дебютував у складі іспанського клубу у програному домашньому матчі (1:3) «Реал Сарагосі».
2014 року уклав контракт з клубом «Алькоркон», у складі якого провів наступні два роки своєї кар'єри гравця. Більшість часу, проведеного у складі «Алькоркона», був основним гравцем захисту команди.
23 березня 2015 року, будучи стабільним гравцем стартового складу клубу з Мадрида, продовжив контракт з клубом, до 2018 року. 9 травня відзначився першим голом у професіональній кар'єрі, в переможному для свого клубу матчі проти «Сабаделя».
До складу клубу «Сент-Трюйден», який виступав у Лізі Жупіле, приєднався 1 липня 2016 року. Відіграв за команду із Сінт-Трейдена 19 матчів в національному чемпіонаті.
24 липня того ж року повернувся до Іспанії, підписавши контракт з Хетафе. Дебютував у Ла-Лізі 20 серпня 2017 року в матчі проти Атлетіка (Більбао) який закінчився з рахунком 0-0.

## Виступи за збірну
Джене був викликаний до табору національної збірної Того для участі в Кубку націй ВАФУ, який мав відбутися в Беніні. 8 вересня 2012 року дебютував у складі національної збірної Того в матчі проти Габону, який завершився з нічийним рахунком 1:1. Взяв участь в складі національної збірної в Кубку африканських націй 2013 року, в ПАР. На цьому турнірі збірна Того дійшла до 1/4 фіналу, в якому поступилася Буркіна-Фасо Наразі провів у формі головної команди країни 69 матчів.
У складі збірної був учасником Кубку африканських націй 2017 року в Габоні.

## Досягнення
- Чемпіонат Камеруну
  -  Чемпіон (2): 2013, 2014

- Кубок Камеруну
  -  Володар (1): 2014